# Zorzines
Zorzines är ett släkte av fjärilar. Zorzines ingår i familjen nattflyn.

## Dottertaxa tillZorzines, i alfabetisk ordning[1]
- Zorzines abeliae
- Zorzines acutigoniata
- Zorzines acutipapillata
- Zorzines adorabilis
- Zorzines albapex
- Zorzines albescens
- Zorzines albicilia
- Zorzines amabilis
- Zorzines amamiensis
- Zorzines ambigua
- Zorzines ampla
- Zorzines angustipennis
- Zorzines anisopleura
- Zorzines armeniaca
- Zorzines astricta
- Zorzines astrigera
- Zorzines atrivirens
- Zorzines atrogrisea
- Zorzines aureolaria
- Zorzines azumai
- Zorzines azurea
- Zorzines baliensis
- Zorzines basisignata
- Zorzines bhutanica
- Zorzines bitoi
- Zorzines breviclava
- Zorzines broui
- Zorzines caesiopennis
- Zorzines candida
- Zorzines catosophia
- Zorzines changi
- Zorzines chiangmaiensis
- Zorzines chionopepla
- Zorzines coffeata
- Zorzines consentanea
- Zorzines consociata
- Zorzines contradicta
- Zorzines contrasqualida
- Zorzines contravalida
- Zorzines contronivea
- Zorzines convexa
- Zorzines crispifascia
- Zorzines cyanofascia
- Zorzines dealbata
- Zorzines densifasciaria
- Zorzines diminuta
- Zorzines duplinupta
- Zorzines echigoensis
- Zorzines elagantissima
- Zorzines endoi
- Zorzines erytrina
- Zorzines estherodes
- Zorzines evanescens
- Zorzines exiguitata
- Zorzines exrubicunda
- Zorzines extranbigue
- Zorzines exviretata
- Zorzines falciformis
- Zorzines flavotincta
- Zorzines flexicornuta
- Zorzines formosensis
- Zorzines funerea
- Zorzines gemina
- Zorzines godavariensis
- Zorzines gracilipennis
- Zorzines graminivora
- Zorzines hainanensis
- Zorzines hakodatensis
- Zorzines hashimoto
- Zorzines hepatica
- Zorzines hiemalis
- Zorzines hollowayi
- Zorzines honshuensis
- Zorzines iharai
- Zorzines indogotica
- Zorzines infirma
- Zorzines inokoi
- Zorzines insulicola
- Zorzines japonica
- Zorzines kamedai
- Zorzines kanazawai
- Zorzines karsholti
- Zorzines kawabei
- Zorzines kishidai
- Zorzines koreana
- Zorzines kuniyukii
- Zorzines kyushuensis
- Zorzines lactipuncta
- Zorzines lamprobasis
- Zorzines lanceolata
- Zorzines limitatoides
- Zorzines longipennata
- Zorzines loti
- Zorzines luculentus
- Zorzines lushanaria
- Zorzines luzonensis
- Zorzines macrocerata
- Zorzines malayanus
- Zorzines mantissa
- Zorzines masculina
- Zorzines massuii
- Zorzines masuii
- Zorzines matheri
- Zorzines megaproterva
- Zorzines melanonota
- Zorzines meridiana
- Zorzines microdonta
- Zorzines microptera
- Zorzines mindorensis
- Zorzines minima
- Zorzines minimus
- Zorzines minosina
- Zorzines minuscula
- Zorzines minuta
- Zorzines moriutii
- Zorzines mozzetta
- Zorzines nasuta
- Zorzines neocervinalis
- Zorzines nepalplacida
- Zorzines nishizawai
- Zorzines obsoleta
- Zorzines ochracea
- Zorzines ochridorsalis
- Zorzines ohtsukai
- Zorzines okinawensis
- Zorzines orientalis
- Zorzines pallens
- Zorzines parasinuosa
- Zorzines pinratanai
- Zorzines plumula
- Zorzines prouti
- Zorzines pseudohypena
- Zorzines puncticulosa
- Zorzines purpureofascia
- Zorzines quadripunctata
- Zorzines recens
- Zorzines recondita
- Zorzines reductatus
- Zorzines repurgatus
- Zorzines rubripennis
- Zorzines rufolimbata
- Zorzines schintlmeisteri
- Zorzines semilactescens
- Zorzines semililacina
- Zorzines semiprotrusa
- Zorzines shikokuensis
- Zorzines shin
- Zorzines sinuolata
- Zorzines sordidata
- Zorzines speciosa
- Zorzines stataria
- Zorzines stueningi
- Zorzines subgigas
- Zorzines submontana
- Zorzines subreducta
- Zorzines subregalis
- Zorzines subrobusta
- Zorzines suspiciosa
- Zorzines taiwana
- Zorzines takahashii
- Zorzines takemurai
- Zorzines tanakai
- Zorzines tateyamai
- Zorzines tenebricosa
- Zorzines thaiensis
- Zorzines uniformis
- Zorzines ussurica
- Zorzines venusta
- Zorzines wernerthomasi
- Zorzines vicksburgi
- Zorzines viridans
- Zorzines yakushimensis
- Zorzines yazakii
- Zorzines yoshimoto
- Zorzines yoshimotoi
- Zorzines zelolypus